# Henri van Kol
Hendrikus Hubertus (Henri) van Kol (Eindhoven, 23 mei 1852 — Aywaille (België), 22 augustus 1925) was een Nederlands politicus.
Van Kol was een internationaal georiënteerde koloniale woordvoerder uit de beginjaren van de SDAP, die hij samen met elf anderen oprichtte. Gezamenlijk werden zij ook wel de twaalf apostelen genoemd. Van Kol was aanvankelijk ingenieur in Nederlands-Indië. In 1913 behoorde hij tot de voorstanders van regeringsdeelname van de SDAP en achtte hij zichzelf ministeriabel. Hij was een vermogend man en een royale sponsor van de socialistische beweging. Hoewel "ethisch", was Van Kol tevens een volbloed koloniaal en een Van Heutz-bewonderaar. Zijn heimelijke zakelijke activiteiten in de kolonie Nederlands-Indië stonden op zeer gespannen voet met de idealen van de SDAP. 
Van Kol was auteur van meerdere boeken over zijn reizen door Nederlands-Indië: Uit onze koloniën - Uitvoerig reisverhaal (1903, 826 blz.), Zwerftochten door Bali (1911) en Driemaal dwars door Sumatra (1914). Met zijn boek over Bali was hij een van de eersten die het eiland onder de aandacht bracht als toeristische bestemming. Van Kol verrichtte ook in 1911 parlementair onderzoek naar de Expeditie naar Bali 1906 - 1908.
Van Kol overleed na van de treeplank van een auto te zijn gevallen, waarbij hij zijn rib kneusde. Een splinter van die rib veroorzaakte later een inwendige bloeding, die hem fataal werd. Op 26 augustus 1925 vond zijn crematie plaats op begraafplaats Driehuis-Westerveld. 
Van Kols echtgenote was schrijfster en feministe Nellie van Kol. Hun dochter Lili van Kol was de moeder van Heinz Hermann Polzer, beter bekend als Drs. P.
- Biografisch Portaal: 56728925
- Digitale Bibliotheek voor de Nederlandse Letteren: kol_002
- Gemeinsame Normdatei: 12261335X
- International Standard Name Identifier: 0000 0003 6851 7885
- Library of Congress Control Number: nr97008919
- Nationale Bibliotheek van Tsjechië: skuk0000698
- Nationale bibliotheek van Australië: 36001578
- Nationale Bibliotheek van Israël: 987007301713405171
- Nederlandse Thesaurus van Auteursnamen: 069363064
- Parlement.com: vg09ll2cyaty
- Réseau des bibliothèques de Suisse occidentale: 02-A016250046
- Système universitaire de documentation: 189552670
- Trove: 1179879
- Virtual International Authority File: 64893509
- WorldCat: E39PBJvxyDypdPYJKXbPrB9VYP

Levie Cohen ·
Jan Fortuijn ·
Adriaan Gerhard ·
Frank van der Goes ·
Willem Helsdingen ·
Henri van Kol ·
Henri Polak ·
Jan Schaper ·
Hendrik Spiekman ·
Pieter Jelles Troelstra ·
Helmig Jan van der Vegt ·
Willem Vliegen